# Chiến dịch Không vận Trẻ em Việt Nam

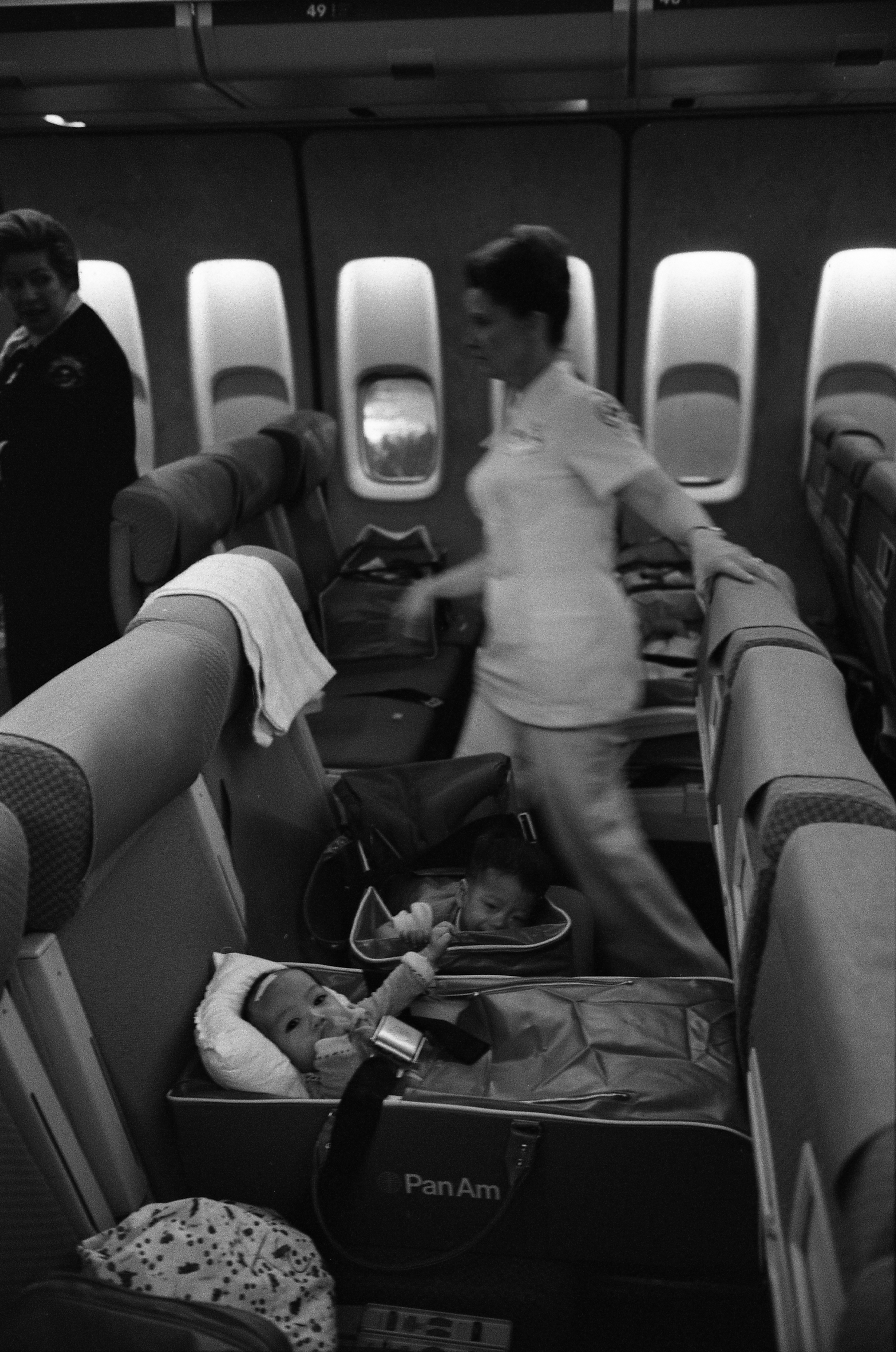
Một nữ y tá và những trẻ em tị nạn trong chiến dịch Không vận Trẻ em Việt Nam

Chiến dịch Không vận Trẻ em (tiếng Anh: Operation Babylift) là một chiến dịch di tản quy mô lớn của Hoa Kỳ trong Chiến tranh Việt Nam diễn ra từ ngày 3 đến ngày 26 tháng tư năm 1975, ngay trước khi Sài Gòn thất thủ. Chiến dịch này nhằm mục tiêu đưa trẻ em từ Nam Việt Nam sang Hoa Kỳ và các quốc gia khác, trong đó bao gồm Pháp, Úc, Canada và Tây Đức. Tính đến khi chuyến bay cuối cùng rời khỏi Nam Việt Nam, đã có trên 3 300 trẻ sơ sinh và trẻ em được di tản, mặc dù con số báo cáo trên thực tế rất khác biệt. Hàng ngàn đứa trẻ đã rời khỏi Việt Nam bằng đường hàng không và được nhận nuôi bởi các gia đình trên khắp thế giới.

## Bối cảnh
Sau khi thành phố ở miền Trung Việt Nam Đà Nẵng bị thất thủ trong tháng 3, và khi Sài Gòn bị pháo kích, các tổ chức nhân đạo giúp đỡ trẻ em mồ côi kêu gọi chính phủ Hoa Kỳ hãy di tản khẩn cấp các trẻ em này. Với sự đồng ý miễn cưỡng của chính phủ Việt Nam Cộng hòa, ngày 3/4/1975, tổng thống Hoa Kỳ Gerald Ford tuyên bố là chính phủ Hoa Kỳ sẽ bắt đầu di tản trẻ em mồ côi từ Sài Gòn bằng một số tiền 2 triệu USD qua một quỹ ngoại quốc đặc biệt giúp đỡ trẻ em. 30 chuyến máy bay vận tải C-5A Galaxy được dự định để thực hiện chiến dịch này.
Các chuyến bay đã tiếp tục đến khi phi trường Tân Sơn Nhất bị pháo kích. Chiến dịch này gây nhiều tranh cãi về việc đó có phải là cách giải quyết tốt nhất cho các trẻ em này, ngoài ra không phải tất cả các trẻ em đều là trẻ mồ côi (việc đưa những trẻ em không phải mồ côi ra nước ngoài đã cắt đứt liên hệ của những em bé này với cha mẹ và quê hương).
Báo Nhân dân của Đảng Lao động Việt Nam dẫn lại nguồn tin của AFP cho biết ngày 6/4 những người đối lập với Nguyễn Văn Thiệu ở Sài Gòn trong đó có luật sư Trần Ngọc Liễng, thượng tọa Thích Hiến pháp, linh mục Chân Tín và bà Ngô Bá Thành đã công bố một bản sao bức thư của Phan Quang Đán gửi Trần Thiện Khiêm cho biết đại sứ Mỹ G.Martin bày mưu. Trong thư Đán nói: "Việc ra đi của một số lớn trẻ con sẽ gây nên sự xúc động sâu sắc trên thế giới, đặc biệt là ở Mỹ, sẽ có lợi cho chính phủ Nam Việt Nam. Đại sứ đã hứa sẽ giúp tôi nếu bảo đảm đưa được một số lớn trẻ con đi. Đại sứ nhấn mạnh rằng việc đưa được một số lớn trẻ con đi sẽ giúp chúng ta hướng dư luận về phía có lợi cho chúng ta. Khi những trẻ con này tới Mỹ, báo chí, vô tuyến truyền hình và đài phát thanh sẽ đưa tin về sự kiện này và ảnh hưởng của nó sẽ rất lớn". Bức thư trên đề ngày 2/4. Tờ báo cũng trích dẫn AFP cho biết tại Washington (Mỹ), Stockholm (Thụy Điển) đã diễn ra biểu tình phản đối chiến dịch này, ba trung tâm bảo dưỡng trẻ mồ côi ở Nam Việt Nam cũng phản đối. Ngay tại Sài Gòn, những người đối lập với Thiệu cũng phản đối. Báo trích dẫn hãng tin UPI cho biết bà Cora Uây, một người lãnh đạo trong Ủy ban những người Mỹ chống chiến tranh ở Việt Nam tuyên bố đây là "một cuộc ăn cướp những trẻ em sơ sinh. Chúng ta phải gửi tiền sang Việt Nam để nhân dân Việt Nam dạy con em trong nền văn hóa của họ".

## Tai nạn
Cuộc di tản đầu tiên với máy bay vận tải quân sự C5-Galaxy đã gặp tai nạn. Cách 64 km từ Sài Gòn, trên độ cao 7000 m, những chốt khóa cửa đưa hàng hóa ở đằng sau bị hư, làm cho cửa mở và văng mất. Máy bay do đó bị giảm sức ép không còn điều khiển được nữa, và phải bay trở lại phi trường Tân Sơn Nhất. Khi phải đáp khẩn cấp xuống một cánh đồng cách phi trường 3 km, bụng dưới của máy bay bị xé nát, khiến 155 người đã chết. Đa số là trẻ em, ngoài ra còn có 5 trong số 17 phi hành đoàn. Những người sống sót đa số ngồi ở tầng trên của máy bay, trong khi những người ở tầng dưới hầu như đã chết hết.
Khi doanh nhân Hoa Kỳ Robert Macauley nghe tin, là phải cần ít nhất 1 tuần để di tản các trẻ em mồ côi còn sống sót, ông đã mướn cả chiếc Boeing 747 của hãng Pan Am và tổ chức để cho 300 trẻ em mồ côi có thể ra khỏi nước, trả tiền cho chuyến đi này bằng cách cầm ngôi nhà của ông.

### Lên phim
Chiếc máy bay C5-Galaxy bị tại nạn này đã được ghi lại trong một phim tài liệu, của loạt phim Mayday – Alarm im Cockpit. Phim này được chiếu lần đầu tiên ở Đức trong tháng 11 năm 2009 trên đài truyền hình N24.
Một phim tài liệu khác về tai nạn này 2009 đã được giải thưởng ở Cannes. Phim này có tên là "Operation Babylift, the lost children of Vietnam."

## Tiến hành
- Ngày 2 tháng 4 năm 1975: Chuyến bay Babylift đầu tiên (không chính thức) (World Airways) với 57 trẻ em được đưa ra khỏi Việt Nam.
- Ngày 3 tháng 4 năm 1975: Tổng thống Gerald R. Ford chính thức cho bắt đầu "chiến dịch Babylift."
- Ngày 4 tháng 4 năm 1975: Chuyến bay Babylift chính thức đầu tiên (C5-A Galaxy) đã phải đáp khẩn cấp sau khi mới bay lên. Nhiều người đã sống sót nhờ những nỗ lực dũng cảm của phi hành đoàn, dưới sự điều khiển của phi công, đại tá không lực Hoa Kỳ, Dennis Traynor.
- Ngày 5-26 tháng 4 năm 1975: Các chuyến bay Babylift tiếp tục cho đến chuyến cuối cùng vào ngày 4/26/75, 3 ngày trước khi bắt đầu cuộc di tản cuối cùng của nhân viên Hoa Kỳ khỏi Việt Nam.[9]

## Trẻ em Babylift
Theo báo Spiegel, trong số 3.300 trẻ em được di tản, 2.000 được đưa sang Hoa Kỳ, 1 300 còn lại sang Canada, một số nước châu Âu và Úc, và những đứa trẻ được nhận làm con nuôi ở các nước đó.
Những người đã bày tỏ về hoàn cảnh của mình:

### Hoa Kỳ
- Lyly Koenig: kiến trúc sư ở San Diego, California[10]
- Landon Carnie và người chị song sinh Lorie là hai trong số khoảng 230 đứa trẻ trên chuyến bay chở cô nhi người Việt rời khỏi Sài Gòn đầu tiên vào ngày 4/4/1975 và gặp tại nạn, nhưng may mắn sống sót. Mẹ của Landon đã qua đời sau khi sinh. Người bố đưa hai chị em vào trại trẻ mồ côi vì không còn ai trong nhà có thể nuôi dưỡng các em chu đáo. Sau khi đến Mỹ, Landon và chị ở cùng với một gia đình tại bang California. Đến năm 2002, anh quyết định trở về Việt Nam để sinh sống và lập nghiệp. Hiện Landon là giảng viên ngành truyền thông tại Đại học RMIT Việt Nam.[11]
- Heidi Bub (còn có tên là Mai Thị Hiệp), nhân vật chính trong phim Daughter from Danang, qua Mỹ năm 6 tuổi và về Việt Nam tìm lại gia đình, nhưng thiếu sự thông cảm và cả Heidi và gia đình cô đã phải trải nghiệm qua cú sốc văn hóa.

### Anh
Ngày 6 tháng 4 năm 1975, một chiếc máy bay Boeing 747 được mướn bởi tờ báo Anh Daily Mail chở 99 trẻ mồ côi đã tới Anh. Những đứa trẻ này, nhiều em bé chỉ vài tháng tuổi, được hộ tống bởi bác sĩ và y tá Anh trong một chuyến bay kéo dài 18 tiếng từ Sài Gòn. Có ít nhất 30 đứa trẻ bị sưng phổi và 6 phải được đưa vào bệnh viện. Đa số những trẻ em này là từ những trại mồ côi được điều hành bởi tổ chức từ thiện Ockenden Venture, ở Sài Gòn. Ba đứa trẻ đã chết trong bệnh viện lúc mới tới. 51 trẻ được nhận làm con nuôi. Những trẻ em còn lại, gồm có cả những trẻ tàn tật đưa vào những trại điều hành bởi Ockenden Venture và chương trình trẻ em mồ côi Việt Nam của Anh.

### Đức
- Melanie Thanh Lieu Braun, nhà giáo dục xã hội tại một nhà thương Hamburg, lớn lên ở Weserbergland.[13]
- Maika Schmidt-Traub, tên tiếng Việt là Nguyễn Thị Cúc, cũng là một đứa bé 8 tháng tuổi thoát chết trong chuyến bay đầu tiên, được một gia đình ở Essen nhận làm con nuôi, học ngành kinh tế chuyên khoa Du lịch[14].

### Úc
Từ ngày 4 tới 17 tháng 4 năm 1975, chính quyền Úc đã tham dự vào với 2 cuộc không vận, di tản khoảng 300 trẻ mồ côi từ Sài Gòn sang Úc.
- Dominic Hồng Đức Golding, tên khai sinh của anh là Nguyễn Hồng Đức, sinh ở Chợ Lớn, Sài Gòn. Cậu bé Dom bốn tháng tuổi được tìm thấy bởi một bác sĩ người Úc trên tàn tích một ngôi nhà bị bom phá nát và được đưa đến một trại trẻ mồ côi ở Chợ Lớn. Cũng chính bác sĩ này đã giúp đưa Dom lên máy bay rời Việt Nam vào ngày 30-4 sang Nam Úc. Anh đã bị mất một phần thính giác và mắc chứng liệt não do hậu quả của quả bom. Dù vậy anh vẫn theo học và trở thành nhà biên kịch, và đạo diễn sân khấu.[16]

### Họp mặt
- Cuối tháng 3 năm 2010, 65 "trẻ babylift" gốc Việt đã có buổi họp mặt tại Fort Benning, thành phố Columbus (bang Georgia), nơi đầu tiên họ đặt chân đến nước Mỹ sau khi rời Việt Nam năm 1975. Họ là một phần trong số 219 trẻ xuất thân từ viện mồ côi An Lạc tại Sài Gòn.[16]
- Ngày ngày 2 tháng 4 năm 2010, gần 100 người từng là trẻ babylift từ nhiều quốc gia trên thế giới đến Thành phố Hồ Chí Minh để tham dự cuộc đoàn tụ "Hành trình trở về sau 35 năm lưu lạc nơi đất khách" do cô Kim Browne, người Anh gốc Việt, tổ chức. Ở đó, một số thành viên đã đến thăm và tặng quà cho trẻ em tại Trung tâm nuôi dưỡng và bảo trợ trẻ em Gò Vấp, Thành phố Hồ Chí Minh. Trong những ngày sắp tới, đoàn dự định sẽ đi thăm và giúp đỡ các trung tâm trẻ mồ côi, khuyết tật khác, thăm lại những di tích lịch sử, và tìm kiếm cha mẹ ruột của mình.[16]